# Alhambra Valley
Alhambra Valley – jednostka osadnicza w Stanach Zjednoczonych, w stanie Kalifornia, w hrabstwie Contra Costa.